# Juzgado Federal de Paraná N° 1
El Juzgado Federal de Paraná es una dependencia de la Justicia Federal de Paraná, que a su vez es una de las jurisdicciones del Poder Judicial de Argentina.

## Ubicación
El Juzgado Federal de Paraná N.º 1 se encuentra en 25 de Mayo 256 – 1º Piso - Paraná (3100) - Entre Ríos, en el edificio proyectado por la Dirección General de Arquitectura del Ministerio de Obras Públicas de la Nación, hacia 1899. En la planta baja, funciona la Cámara Nacional de Apelaciones de Paraná.
La Secretaría Electoral se encuentra en Urquiza 836/42 - Paraná (3100) - Entre Ríos.

## Competencia
La competencia del juzgado abarca los departamentos de Diamante, La Paz, y Paraná de la provincia de Entre Ríos. El Juzgado Federal N° 1 de Paraná, posee además competencia electoral en toda la provincia de Entre Ríos.

## Dependencias

### Juzgado Federal de Paraná N.º 1 con competencia electoral
- Juez Dr. Leandro Damián Ríos[2]

#### Secretaría Privada
- Dr. Germán E. Giménez Meza

#### Secretaría Penal N.º 1
- Dra. María Silvia González

#### Secretaría Penal N.º 2
- Dr. Juan Andrés Chaulet

#### Secretaría Derechos Humanos
- Dr. Juan A. Rosas Paz

#### Secretaría Electoral
- Dr. Gustavo Carlos Zonis

#### Prosecretaria Electoral
- Dra. Narubi Godoy

## Antecedentes

#### Radicación del juzgado en Paraná.
El presidente argentino Bartolomé Mitre, propuso al Senado como juez de sección en Entre Ríos a Leonidas Echagüe. El 20 de octubre de 1863 obtuvo el acuerdo y el 21 fue designado. Echagüe prestó el juramento de ley ante el gobernador Justo José de Urquiza.

#### Leonidas Echagüe y sus colaboradores
Con bastante presteza obró el juez para instalar su sede, favorecido por el buen conocimiento que tenía del medio en que le tocaba actuar. Un mes y unos días después de su nombramiento, el juzgado abría sus puertas. La instalación provisional fue el 2 de diciembre y la definitiva, el día 7. El 7 de enero siguiente, la Corte comunicó la novedad al ministro de Justicia.  
Como escribano, Echagüe nombró a Francisco María Ramiro, quién desde 1865 fue sucedido por Pedro Calderón hasta 1880. Los procuradores fiscales “ad hoc” designados en ese tiempo fueron los abogados Eusebio Ocampo, Nicanor Molinas, Evaristo Carriego, Mariano Leiva, Miguel J. Malarín, los futuros jueces Ramón Febre y Antonio Zarco, y probablemente alguno más. El 13 de marzo de 1871, Zarco fue designado por el Poder Ejecutivo con carácter permanente.
Siendo juez federal, y por ausencia del de Santa Fe, un decreto del 9 de diciembre de 1869 lo autorizó a conocer en las causas en las que iban a someter algunos presos políticos. Renunció al juzgado para asumir el ministerio de Gobierno junto al gobernador Emilio A. Duportal (1871).

#### Primeras causas

##### Valor de la moneda
Una de las primeras causas iniciadas en el juzgado fue la titulada “Fiscal Procurador contra Don José Bacigalupo por cobro de pesos”, originada en la falta de pago de derechos de importación. La promovió el agente fiscal “ad hoc” Eusebio Ocampo el 28 de enero de 1864 y, por dimisión suya, la continuó Antonio Zarco. La sentencia fue pronunciada el 16 de abril.
Los demandados pretendían pagar en moneda cordobesa a razón de 17 pesos por onza de oro, que era el valor vigente al tiempo de haber contraído la obligación, y no de veinte pesos por onza, tipo fijado por un decreto posterior. Echagüe consideró que esa regla sufría una excepción en las obligaciones de pagar dinero, cuando el valor nominal de la moneda había cambiado antes del término establecido en ella.

##### Acción de jactancia
El 18 de mayo de 1864, el francés Félix Danos, de profesión labrador, demandó a Mariano Bravo por jactancia, a causa de que ambos pretendían derechos sobre la misma chacra, que estaba en posesión de aquél, y Bravo lo amenazaba con pedirle el desalojo. La demanda fue redactada de puño y letra, y firmada, por José Hernández. Su objetivo era obligarlo a que dedujese su acción a plazo fijo para no dilatar la cuestión indefinidamente. El 10 de agosto, el juez declaró a Danos absuelto de la demanda con que era amenazado.

##### Rendición de cuentas
Otra causa temprana fue la que había promovido en 1858 Melchor F. de Beláustegui, en nombre de su padre contra Mariano Baudrix, ante el juez provincial, por rendición de cuentas, y que aspiraba a continuar en el juzgado de sección. El fallo de Echagüe es del 11 de noviembre de 1864.

##### Violación de correspondencia
El exvicepresidente de la Confederación Argentina, general Juan Esteban Pedernera, fue la víctima en el proceso seguido por violación de correspondencia contra Julio Berges. Actuó como agente fiscal “ad hoc” Evaristo Carriego. Obrando con celeridad, el juez dictó su sentencia el 17 de agosto de 1864. Esta, basada en fuentes españolas y en juiciosos y equitativos razonamientos, resultó absolutoria y no fue apelada.

##### Cuestión de competencia
Una cuestión de competencia se suscitó con el juez de primera instancia de Nogoyá, con motivo de la negativa de éste a diligenciar un exhorto del juzgado federal. El fundamento era que no estaba acreditada la nacionalidad de las partes y, además, en que el asunto había sido sentenciado por la justicia provincial y pasado en autoridad de cosa juzgada. Se trataba de la demanda de Pío Godoy contra el súbdito extranjero Luis Bilbao sobre rescisión de un contrato de compraventa, en la que el propio demandado se había rehusado a someterse a la jurisdicción nacional.
En su fallo del 25 de junio de 1868, consideró Echagüe improcedente la exigencia del exhortado. Llegado el caso a la Corte, y pese a la vista del procurador general Pico, favorable a la jurisdicción federal, el tribunal falló en sentido contrario a ésta.

#### Ramón Febre
Tras la renuncia de Echagüe para asumir el ministerio de Gobierno de Duportal, el 1º de agosto de 1871 el Poder Ejecutivo remitió al Senado el pedido de acuerdo para la designación de Ramón Febre. Según el oficio respectivo, era un “abogado con muchos años de ejercicio, y que ha desempeñado varios puestos judiciales en la misma Provincia”. El 5 de agosto, la Cámara le dio la conformidad, y el día 8 fue nombrado.
El nuevo juez estaba relacionado estrechamente con su antecesor. Cuando Echagüe llegó al gobierno, lo designó ministro. El alejamiento de Febre para aceptar el ministerio que le ofrecía Echagüe, dejó una vez más vacante al tribunal. 

#### Manuel José de Tezanos Pinto
El Poder Ejecutivo propuso como reemplazante a Isaías Gil. En la sesión del Senado del 30 de septiembre de 1872, Daniel Aráoz se opuso “sin objetar la honorabilidad de este señor sino en la inconveniencia política que había en su nombramiento”. El 8 de octubre siguiente, la Cámara dio el acuerdo, con el voto en contra de Aráoz y de Nicasio Oroño. Abel Bazán lo fundamentó, diciendo que la Comisión de Legislación “había sido muy prolija en tomar informes sobre su honorabilidad y competencia, de personas que merecían entera fe, y que esos informes habían sido los más satisfactorios”. El presidente Sarmiento lo nombró el día 14. Sin embargo, Gil, afectado las objeciones no aceptó el cargo.
Tiempo después, recordaría Wenceslao Colodrero que ese nombramiento había tenido “mucha oposición. Una de las objeciones que se hacía era que el doctor Gil se hallaba afiliado a círculos políticos, y se le acusaba también de un prevaricato y del dictado de una sentencia inicua […]. La Comisión de Legislación puso a un lado la objeción de que era un partidario político, pero se preocupó muy seriamente de la cuestión de prevaricato y de la sentencia inicua”. Pidió los antecedentes y comprobó que no había tal prevaricato. El juicio de la Comisión fue confirmado por el “honorable procedimiento del doctor Gil, que renunció la judicatura, por el solo hecho de haber tenido una fuerte oposición en el seno del Senado.
El 3 de diciembre, considerando que el juzgado se hallaba “aún vacante”, y que el Congreso estaba en receso, Sarmiento designó en Comisión a Manuel José Tezanos Pinto, hijo de Manuel de Tezanos Pinto, quien a esa fecha sólo tenía 29 años de edad.
El Senado dio largas al acuerdo que le solicitó el Ejecutivo. Lo trató en la sesión del 1º de julio de 1873. Wenceslao D. Colodrero, por la Comisión de Legislación, suministró el siguiente informe: “tiene la edad exigida por la ley de 16 de octubre de 1862; es abogado, y ha ejercido esa profesión por más de tres años. Ha ejercido igualmente en la provincia de Corrientes, por espacio de año y medio el juzgado de primera instancia en lo mercantil, y en la provincia de Jujuy desempeñó el mismo puesto, siempre con contracción e inteligencia. Ha desempeñado también el cargo de fiscal nacional en comisión en ambos puntos. En fin, los antecedentes del doctor Tezanos Pinto son de lo más honorables”. 
El senador José Manuel Arias cuestionó su antigüedad, afirmando que hacía sólo 6 meses que se había recibido de abogado en Salta. Le replicó el ministro de Justicia que era inútil preguntarse si era o no abogado, porque era natural que quién había sido juez había sido abogado. Por su parte, Colodrero manifestó entender que se había matriculado en Montevideo y revalidado sus diplomas “aquí donde ejerce la profesión de abogado”. A falta de datos ciertos, se decidió suspender el acuerdo.
Tezanos Pinto no lo esperó y, antes que se pronunciara el Senado, renunció al puesto en el mes de septiembre. El Poder Ejecutivo aceptó su decisión el día 27 “por las razones que expone” y le dio “las gracias por los servicios prestados”.

#### Antonio Zarco
Por decreto del 13 de diciembre de 1873, Sarmiento nombró, también en comisión al cuarto juez federal: Antonio Zarco, quién desde 1871 era procurador fiscal titular. El 14 de febrero siguiente prestó el juramento de ley ante el gobernador Echagüe. Recibió el acuerdo de los senadores el 28 de mayo y fue confirmado por decreto del 1º de junio.
Zarco había nacido en Bolivia, donde se graduó. Naturalizado argentino, se radicó en Entre Ríos, a cuyo juzgado federal estuvo vinculado desde sus comienzos como procurador fiscal “ad hoc” y, después, titular. Ocupó también una banca en la Legislatura. En cuanto a la justicia de sus fallos, aun cuando los dos primeros hubieran sido revocados, sobre 53 que llegaron a la Corte, el 70% mereció su confirmación, entre ellos, los siete últimos.
La muerte sorprendió al juez en el ejercicio del cargo. El gobierno nacional recurrió por segunda vez a Tezanos Pinto para cubrir la vacante, ya liberado de las sospechas que en el Senado habían pesado sobre él. Fue nombrado por decreto del 5 de septiembre de 1882. El día 16 prestó juramento ante la Corte. Su actuación se extendió hasta 1902.

##### Causa contra López Jordán
Una de las causas en que le tocó intervenir fue la seguida contra Ricardo López Jordán y cómplices. El abogado defensor, Mariano Leiva, lo recusó por odio y resentimiento contra el imputado, manifestados en el maltrato que recibía en la prisión, en las restricciones arbitrarias impuestas a la defensa, y en el telegrama que había enviado al gobernador Febre, felicitándolo por su triunfo sobre aquél, a quien llamó “forajido”, expresión que era un prejuzgamiento acerca de su conducta.
Zarco rechazó la recusación por auto del 20 de mayo de 1876, declarándola infundada y apercibió a Leiva por las “palabras y conceptos irrespetuosos” que había vertido, y ordenó testarlos. Apelado el fallo ante la Corte, ésta, a diferencia de su procurador general, Carlos Tejedor, hizo lugar a la recusación, como ligada esencialmente al “inviolable derecho de defensa”.